# Villaines-sous-Bois
Villaines-sous-Bois ist eine französische Gemeinde mit 776 Einwohnern (Stand 1. Januar 2022) im Département Val-d’Oise in der Region Île-de-France. Sie gehört zum Arrondissement Sarcelles und zum Kanton Fosses.

## Geographie
Nachbargemeinden von Villaines-sous-Bois sind Belloy-en-France im Norden, Villiers-le-Sec im Osten, Attainville im Süden, Maffliers im Westen, sowie Saint-Martin-du-Tertre im Nordwesten.

## Bevölkerungsentwicklung
| Jahr      | 1962 | 1968 | 1975 | 1982 | 1990 | 1999 | 2011 | 2017 |
| Einwohner | 217  | 199  | 382  | 475  | 583  | 649  | 692  | 776  |

## Sehenswürdigkeiten
- Notre-Dame-de-la-Nativité, erbaut im 13. Jahrhundert, Monument historique